# Orchestre philharmonique de Brooklyn
L'Orchestre philharmonique de Brooklyn (Brooklyn Philharmonic) est un orchestre basé à New York.

## Historique
L'orchestre a été fondé à Brooklyn en 1954.
Depuis 1995, il est dirigé par Michael Christie qui a succédé à Siegried Landau, Lukas Foss, Dennis Russell Davies et Robert Spano.